# Schietsport op de Olympische Zomerspelen 2024
Schietsport was een van de sporten die werd beoefend tijdens de Olympische Zomerspelen 2024 in Parijs.
De onderdelen van het olympisch schietprogramma vonden plaats in het Centre National de Tir Sportif bij Châteauroux.

## Medailles

### Medaillewinnaars
Mannen
| Onderdeel            | Goud | Goud            | Zilver | Zilver                | Brons | Brons            |
| -------------------- | ---- | --------------- | ------ | --------------------- | ----- | ---------------- |
| 10 m luchtpistool    | CHN  | Xie Yu          | ITA    | Federico Nilo Maldini | ITA   | Paolo Monna      |
| 25 m snelvuurpistool | CHN  | Li Yuehong      | KOR    | Cho Yeong-jae         | CHN   | Wang Xinjie      |
| 10 m luchtgeweer     | CHN  | Sheng Lihao     | SWE    | Victor Lindgren       | CRO   | Miran Maričić    |
| 50 m kkg 3-houdingen | CHN  | Liu Yukun       | UKR    | Serhi Koelisj         | IND   | Swapnil Kusale   |
| Skeet                | USA  | Vincent Hancock | USA    | Conner Prince         | TPE   | Lee Meng-yuan    |
| Trap                 | GBR  | Nathan Hales    | CHN    | Qi Ying               | GUA   | Jean Pierre Brol |

Vrouwen
| Onderdeel            | Goud | Goud               | Zilver | Zilver               | Brons | Brons          |
| -------------------- | ---- | ------------------ | ------ | -------------------- | ----- | -------------- |
| 10 m luchtpistool    | KOR  | Oh Ye-jin          | KOR    | Kim Ye-ji            | IND   | Manu Bhaker    |
| 25 m sportpistool    | KOR  | Yang Ji-in         | FRA    | Camille Jedrzejewski | HUN   | Veronika Major |
| 10 m luchtgeweer     | KOR  | Ban Hyo-jin        | CHN    | Huang Yuting         | SUI   | Audrey Gogniat |
| 50 m kkg 3-houdingen | SUI  | Chiara Leone       | USA    | Sagen Maddalena      | CHN   | Zhang Qiongyue |
| Skeet                | CHI  | Francisca Crovetto | GBR    | Amber Rutter         | USA   | Austen Smith   |
| Trap                 | GUA  | Adriana Ruano      | ITA    | Silvana Stanco       | AUS   | Penny Smith    |

Gemengd
| Onderdeel         | Goud | Goud                           | Zilver | Zilver                           | Brons | Brons                       |
| ----------------- | ---- | ------------------------------ | ------ | -------------------------------- | ----- | --------------------------- |
| 10 m luchtgeweer  | CHN  | Huang Yuting Sheng Lihao       | KOR    | Keum Ji-hyeon Park Ha-jun        | KAZ   | Alexandra Le Islam Satpayev |
| 10 m luchtpistool | SRB  | Zorana Arunović Damir Mikec    | TUR    | Şevval İlayda Tarhan Yusuf Dikeç | IND   | Manu Bhaker Sarabjot Singh  |
| Skeet             | ITA  | Diana Bacosi Gabriele Rossetti | USA    | Austen Smith Vincent Hancock     | CHN   | Jiang Yiting Lyu Jianlin    |

### Medaillespiegel
| Plaats | Land             | NOC | Goud | Zilver | Brons | Totaal |
| ------ | ---------------- | --- | ---- | ------ | ----- | ------ |
| 1      | China            | CHN | 5    | 2      | 3     | 10     |
| 2      | Zuid-Korea       | KOR | 3    | 3      | 0     | 6      |
| 3      | Verenigde Staten | USA | 1    | 3      | 1     | 5      |
| 4      | Italië           | ITA | 1    | 2      | 1     | 4      |
| 5      | Groot-Brittannië | GBR | 1    | 1      | 0     | 2      |
| 6      | Guatemala        | GUA | 1    | 0      | 1     | 2      |
| 6      | Zwitserland      | SUI | 1    | 0      | 1     | 2      |
| 8      | Chili            | CHI | 1    | 0      | 0     | 1      |
| 8      | Servië           | SRB | 1    | 0      | 0     | 1      |
| 10     | Frankrijk        | FRA | 0    | 1      | 0     | 1      |
| 10     | Zweden           | SWE | 0    | 1      | 0     | 1      |
| 10     | Turkije          | TUR | 0    | 1      | 0     | 1      |
| 10     | Oekraïne         | UKR | 0    | 1      | 0     | 1      |
| 14     | India            | IND | 0    | 0      | 3     | 3      |
| 15     | Australië        | AUS | 0    | 0      | 1     | 1      |
| 15     | Chinees Taipei   | TPE | 0    | 0      | 1     | 1      |
| 15     | Kroatië          | CRO | 0    | 0      | 1     | 1      |
| 15     | Hongarije        | HUN | 0    | 0      | 1     | 1      |
| 15     | Kazachstan       | KAZ | 0    | 0      | 1     | 1      |
| Totaal |                  |     |      |        |       |        |